# Saint-Baldoph
Saint-Baldoph è un comune francese di 3 024 abitanti situato nel dipartimento della Savoia della regione dell'Alvernia-Rodano-Alpi.

## Società

### Evoluzione demografica
Abitanti censiti